# Alessio Carissimo
Alessio Carissimo (* 24. November 1935 in Bern) ist ein italienischer Diplomat im Ruhestand.

## Studium
1959 schloss er ein Studium der Rechtswissenschaft an der Universität La Sapienza ab.

## Werdegang
1962 trat er in den auswärtigen Dienst.
Von 1966 bis 1972 war er Vizekonsul in Innsbruck dann Gesandtschaftssekretär erster Klasse in Wien.
1972 wurde er in der Abteilung Europa beschäftigt.
1974 wurde er Botschaftsrat in Brüssel anschließend Generalkonsul in Caracas.
Ab 1981 wurde er in der Abteilung Verträge und legislative Angelegenheiten beschäftigt.
Ab 1984 war er Gesandtschaftsrat in Kairo.
1988 wurde er zum außerordentlichen Gesandten und bevollmächtigter Minister zweiter Klasse ernannt.
Von 14. Mai 1989 bis 21. Mai 1993 war er Botschafter in Kampala und war zeitgleich in Kigali (Ruanda) und Bujumbura (Burundi) akkreditiert.
1993 war er Koordinator der Abteilung Afrika.
Von 10. Dezember 1999 bis 30. November 2002 war er Botschafter in San Marino.